# Проводяща тъкан
Проводящата тъкан е сложна тъкан (съставена от повече от един вид клетки), намираща се във васкуларни растения, с основна функция пренос на вода заедно с разтворени в нея минерални и органични вещества. Бива два вида: ксилем и флоем. Тези два вида проводящи тъкани и свързаните с тях два вида образувателни тъкани (меристеми) – проводящият камбий и корковият камбий, образуват непрекъснатата проводяща система на растението. Ксилемата и флоемата са съставени от проводящи елементи, склеренхимни влакна и паренхимни клетки.

## Ксилема
Ксилемата е дървесинна проводяща тъкан, която провежда водата и разтворените в нея минерални вещества от корена еднопосочно, през стъблото към листата, цветовете и плодовете. Върху ксилемата се отлагат различни вещества, от което има и опорна функция. Ксилемата е изградена от четири вида растителни клетки:
- Трахеидите (проводящ елемент) – мъртви клетки, наредени една над друга, като долепват плътно заострените си краища. Когато достигнат зряло състояние, техния лумен е празен и водата се движи без прегради по пътя си.
- Трахеи (проводящ елемент) – образуват се в резултат на сливането на много клетки, наредени една над друга, като се разрушават преградите между тях. Провеждат вода и изпълняват механична функция. По стените им се отлагат стъпаловидни, точкови или мрежести задебеления, които придават твърдост и здравина на корена и стъблото на растението.
- Дървесинни фибри (склеренхимни влакна) – произлизат от трахеидите (като трахеите), но не провеждат вода; за сметка на това се отличават с голяма твърдост и придават на ксилемата допълнителна здравина.
- Дървесинен паренхим – живи паренхимни клетки, разположени между трахеидите, трахеите и дървесинните фибри. Паренхимът осигурява живата връзка между сърцевината и кората.

## Флоема
Флоемата, наричана също лико, е проводяща тъкан, която провежда разтворените във вода органични вещества продукт на фотосинтезата в низходяща и възходяща посока (двупосочно). Oсвен захари се транспортират аминокиселини, липиди, хормони, голям брой различни протеини (някои от които служат като сигнални молекули), както и някои растителни вируси. Изградена от пет вида живи клетки: решетести цеви, придружаващи клетки, ликови фибри, склереиди и ликови паренхимни клетки. Флоемата изпълнява проводяща, механична и резервна функция.